# 5.1
5.1 (sprich „fünf punkt eins“), genauer Surround-Sound 5.1, bezeichnet Mehrkanal-Tonsysteme, bei denen fünf Hauptkanäle und ein separater Tieftoneffektkanal zur Verfügung stehen.

Zeichen für 5.1-Sound auf DVD-Hüllen

## Entwicklung
Die Entwicklung des heute verbreiteten 5.1-Systems kommt aus der Kinotechnik.
Einer der wesentlichen Entwicklungsschritte wurde 1938–1941 von den Disney Studios für den Film Fantasia geleistet. Disneys Ingenieure versuchten acht verschiedene Mehrkanalformate, das erste davon war dem heutigen Fünf-Kanal-System sehr ähnlich (drei Kanäle vorne, zwei hinten).
Im Zuge dieser Entwicklung erfanden die Disney-Ingenieure die Mehrkanalaufnahme, Pan potting (verschieben eines Signals zwischen den Kanälen) und Overdubbing (ergänzen einer Aufnahme durch zusätzliche Aufnahmen). Diese Technik wurde als „Fantasound“ bekannt. Da dieser Multikanal-Film der einzige für lange Zeit blieb, wurden praktisch keine Kinos umgebaut und die Technik geriet in Vergessenheit.
Erst in den 1950er Jahren, als die Technik der magnetischen Tonaufnahme entwickelt wurde, produzierte 20th Century Fox in Verbindung mit Cinemascope Vierkanal-Filme (drei Frontkanäle und ein Mono-Surround-Kanal), dabei wurde der Ton auf Bändern zum Film geliefert. Es folgte eine Zeit, in der sich Stereo sowohl bei der Aufführung als auch bei Tonträgern durchsetzte, es wurde Dolby Stereo entwickelt (Verbesserung der Dynamik).
Erst mit dem Film Star Wars kam wieder Bewegung in die Entwicklung, der Produzent Gary Kurtz entwickelte mit Dolby Personal für die 70-mm-Kopien einen zusätzlichen Basskanal („Baby Boom“ Channel), um die Darstellung der Bassdynamik zu steigern (heute mit dem 0.1-Kanal zu vergleichen). Der Surround-Kanal war dabei noch in Mono ausgeführt. Der erste „echte“ dedizierte Subwoofer wurde beim Film Close Encounters verwendet, zwei Jahre später wurde für den Film Superman das Surround Array auf zwei Kanäle aufgeteilt, Apocalypse Now verwendete ebenfalls dieses Setup.
Ab diesem Zeitpunkt wurde für einige 70-mm-Filme ein mit dem heutigen 5.1-System vergleichbares Setup verwendet.
Im Jahr 1987 trat ein Subkomitee der „Society of the Motion Picture and Television Engineers“ zusammen und definierte im Zusammenhang mit der Digitalisierung des Sounds das 5.1-System als Minimum an Kanälen für ein ausreichendes Klangerlebnis, damit wurde praktisch die gängige 70-mm-Praxis bestätigt.
Bestandteile des 5.1-Systems sind:
- Hauptlautsprecher links, Mitte und rechts (LCR)
- Surroundlautsprecher links und rechts hinten (LsRs)
- Tieftonlautsprecher (LFE, „Low Frequency Effects“ oder auch „Low Frequency Enhancement“)

Das Format wurde ursprünglich nur im Kino verwendet, in den frühen 1990er Jahren wurde 5.1 für Digitalfernsehen standardisiert, seit Einführung der DVD als Videodatenträger ist es auch im Heimbereich angesiedelt, allerdings mit leicht abweichenden Anforderungen (siehe unten).
Bei 5.1 werden alle sechs Kanäle diskret – also nicht matriziert wie bei Dolby Surround – gespeichert und wiedergegeben.
Die fünf Kanäle für Front, Center und Surround können alle hörbaren Frequenzen (20–20.000 Hz) speichern und wiedergeben.
Der LFE-Kanal gibt nur tiefe Frequenzen zwischen 20 und 120 Hz wieder. „.1“ bedeutet ein LFE-Kanal, der nur Frequenzen mit 1/200 der generellen Abtastrate wiedergibt („.1“ müsste eigentlich .005 heißen, wurde aber auf „.1“ vereinfacht). „.1“ bedeutet also nicht, dass nur ein LFE-Kanal vorhanden ist, es gibt also kein 5.2.

## Hauptanwendungen
Es muss zwischen 5.1-Systemen für Kino- und Heimanwendungen unterschieden werden.

### Anwendung im Kino
Das Ziel bei der Anwendung im Kino ist eine hohe Sprachverständlichkeit und mittige Lokalisation der Hauptdarsteller auf allen Sitzplätzen. Dies muss durch den Center-Lautsprecher hinter der Leinwand erreicht werden, da im Kino das Stereodreieck nur für einen verschwindend geringen Anteil der Zuschauer gewährleistet werden kann. Ein weit links sitzender Zuschauer würde daher bei reiner Stereo-Wiedergabe im Kino die Hauptdarsteller praktisch nur von links hören, während er sie im Bild einige Meter weiter rechts sähe, was sehr irritierend wäre.
Ein hoher Lautstärkepegel bei Effekten kann durch die separate Ansteuerung des Subwoofers, und ein „Umhüllungssound“ durch die Surround-Lautsprecher erzeugt werden. Letzteres wird durch den Einsatz einer Vielzahl von Lautsprechern und/oder diffus strahlenden Lautsprechern (Dipole, Bipole) seitlich und hinter dem Publikum erreicht. Aufgrund dieser Diffusität werden selten klar definierbare Klangereignisse in die Surround-Lautsprecher gelegt.

### Heimanwendung
Das Ziel ist eine gute Lokalisation aller Schallquellen und die Gleichmäßigkeit aller im Raum wiedergegebenen Schallereignisse für einen mittig sitzenden Hörer. Idealerweise werden deshalb fünf identische Vollbereichslautsprecher für Front, Center und Surround eingesetzt, die Bedeutung von Subwoofer und Center ist geringer als im Kinoeinsatz. Oft werden speziell Musikaufnahmen ohne Center- und LFE-Kanal abgemischt. Die Anforderung einer streng mittigen Lokalisation wie bei einem großen Publikum im Kino besteht zu Hause nicht.

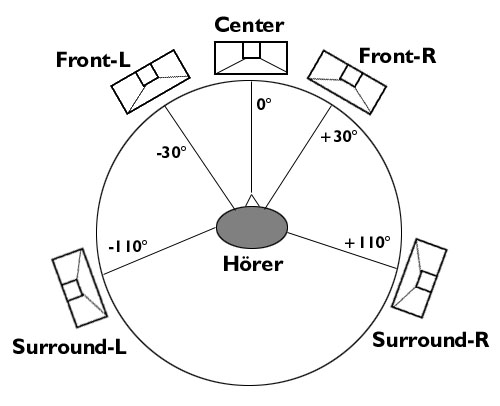
ITU-Kreis

Für Heimwiedergabe in 5.1 wurde die Aufstellungsnorm nach ITU-R BS entwickelt. Diese sieht vor:
- fünf identische Lautsprecher für Front, Center und Surround
- identischer Abstand aller fünf Lautsprecher zum Hörer
- Winkelanordnung der Lautsprecher in Blickrichtung des Hörers: Center 0°, Front ±30°, Surround ±100–120°; also eher seitlich, nicht hinter dem Hörer.[1]

## Probleme
Die Aufstellung vollwertiger und weitgehend frei stehender Hi-Fi-Lautsprecher in einer solchen Konfiguration in einem Wohnzimmer erfordert von diesem jedoch eine gewisse Mindestgröße sowie einen geeigneten Grundriss. Dieser Umstand steht einer größeren Verbreitung des 5.1-Mehrkanal-Tonsystems zur hochwertigen Musikwiedergabe entgegen.
Auch funktioniert die Seitenlokalisation von Ton praktisch kaum. Es ist mit einem 5.1-System z. B. nicht möglich, ein von rechts (also 90° von der Blickrichtung her gesehen) kommendes Schallereignis klar abzubilden.
Da die Bezeichnungen „X.1“ (X = 4, 5, 6, 7, …) nicht genormt sind, werden im Heimbereich aus Gründen der besseren Vermarktbarkeit viele Geräte mit solchen Etiketten versehen, die künstlich Lautsprecherkanäle aus dem vorhandenen Ton generieren. So soll z. B. die Bezeichnung „6.1“ ein besseres Klangerlebnis als „5.1“ suggerieren, auch wenn der zusätzliche „Kanal“ nur aus der Summierung von zwei anderen Kanälen erzeugt wird.

## Weiterentwicklung
Eine Weiterentwicklung mit jedoch eher geringem Verbesserungspotential sind 6.1-Verfahren, bei denen ein zusätzlicher Rear-Center Verwendung findet, beispielsweise Dolby Digital EX.
Das nur im Kino verwendete Format SDDS besitzt eine 7.1-Anordnung, bei der jeweils zwischen dem linken und rechten Front-Lautsprecher noch ein zusätzlicher Lautsprecher eingefügt ist, was den Bau von noch breiteren Kinosälen bei verbesserter Lokalisation ermöglicht.
Darüber hinaus werden in jüngerer Zeit auch 7.1-Tonformate für Filmwiedergabe (vor allem auf Blu-ray Disc und HD DVD) angeboten, bei denen mittig zwischen die Front- und Rear-Lautsprecher auf jeder Seite ein Half-Rear-Lautsprecher einen noch fließenderen Tonübergang von hinten nach vorn und umgekehrt ermöglichen soll.